# Veliki trputac
Veliki trputac (širokolisni trputac, obični trputac, lat. Plantago major) biljka je iz porodice Plantaginaceae. Raste u većini Europe i sjeverne i središnje Azije.
Jedna je od najrasprostranjenih ljekovitih biljaka na svijetu. Topao oblog od listova se može primijeniti na rane, ubode i rane kako bi se olakšalo liječenje i spriječile infekciju. Aktivni kemijski sastojci su aukubin (antimikrobni agens), alantoin (koji stimulira stanični rast i regeneraciju tkiva) i sluz (smanjuje bol i nelagodu). Ima adstrigentna svojstva, a čaj od lišća može se uzimati kod liječenja proljeva.
Također je visoko hranjiv te bogat kalcijem (39,30 mg/g) i vitaminima A, C(289 mg%) i K. Mlade, nježno lišće može se jesti sirovo ili prokuhano.

## Sastav listova
Sadrže oko 20% dušičnih i oko 10 % bezdušičnih ekstraktivnih tvari, oko 0,5 % masti i oko 10 % vlakana. Glikozid aukubin, flavonoidi, limunska i oleinska kiselina, manit.
Od mikroelemenata (mg/g) sadrži kalija (44,60), kalcija (39,30), magnezija (3,60) i željeza(0,70). Od mikroelemenata sadrži (mkg/g) mangan(0,25),bakar (0,92), cink (0,70), kobalt (0,25), molibden (2,67), krom (0,12), barij (22,5), vanadij (0,13), selen (0,70), nikl (0,17), stroncij (1,82), olovo(0,13), bor (44,60).

## Vanjske poveznice
- Plants For A Future